# Olympijský park (Rio de Janeiro)
Olympijský park v Riu de Janeiru (portugalsky: Parque Olímpico do Rio de Janeiro), nazývaný také Olympijský park Barra (Parque Olímpico da Barra), je komplex devíti sportovišť a dalších zařízení vystavěných pro účely Letních olympijských her 2016 a Letních paralympijských her 2016.
Nachází se v Barra da Tijuca, součásti západní zóny brazilského velkoměsta Rio de Janeiro a ležel v blízkosti olympijské vesnice.

## Charakteristika
Původně stál na části lokality od roku 1977 automobilový okruh Jacarepagua, jenž byl v roce 2012 uzavřen a zbourán. Na další ploše byly vystavěny pro Panamerické hry 2007 některá sportoviště – Akvatický park Marie Lenkové, velodrom a hala (následně privatizovaná společností HSBC), které pro olympiádu a paralympiádu prošly inovací a přestavbou.
Rozloha Olympijského parku Barra činí 1,18 milionů m2. Spolu s Copacabanou, Macaranã a Deodoro patřil k hlavním sportovištím her. Jeho patnáct sekcí představovalo zázemí šestnácti olympijským a devíti paralympijským sportům.

## Sportoviště a sporty
Seznam sportovišť a sportů:
- Arena Carioca 1: basketbal (kapacita: 16 000)
- Arena Carioca 2: zápas řecko-římský, zápas ve volném stylu, judo (kapacita: 10 000)
- Arena Carioca 3: šerm, taekwondo (kapacita: 10 000)
- Arena do Futuro: házená (kapacita: 12 000)
- Parque Aquático Maria Lenk: skoky do vody, synchronizované plavání, vodní pólo /základní skupiny/ (kapacita: 5 000)
- Olympijský stadion plaveckých sportů: plavání, vodní pólo (kapacita: 15 000)
- Olympijské tenisové centrum: tenis (kapacita čtyř hlavních dvorců: 18 250)
- Olympijská aréna: sportovní gymnastika, moderní gymnastika, skoky na trampolíně (kapacita: 12 000)
- Olympijský velodrom: dráhová cyklistika (kapacita: 5 000)

## Galerie

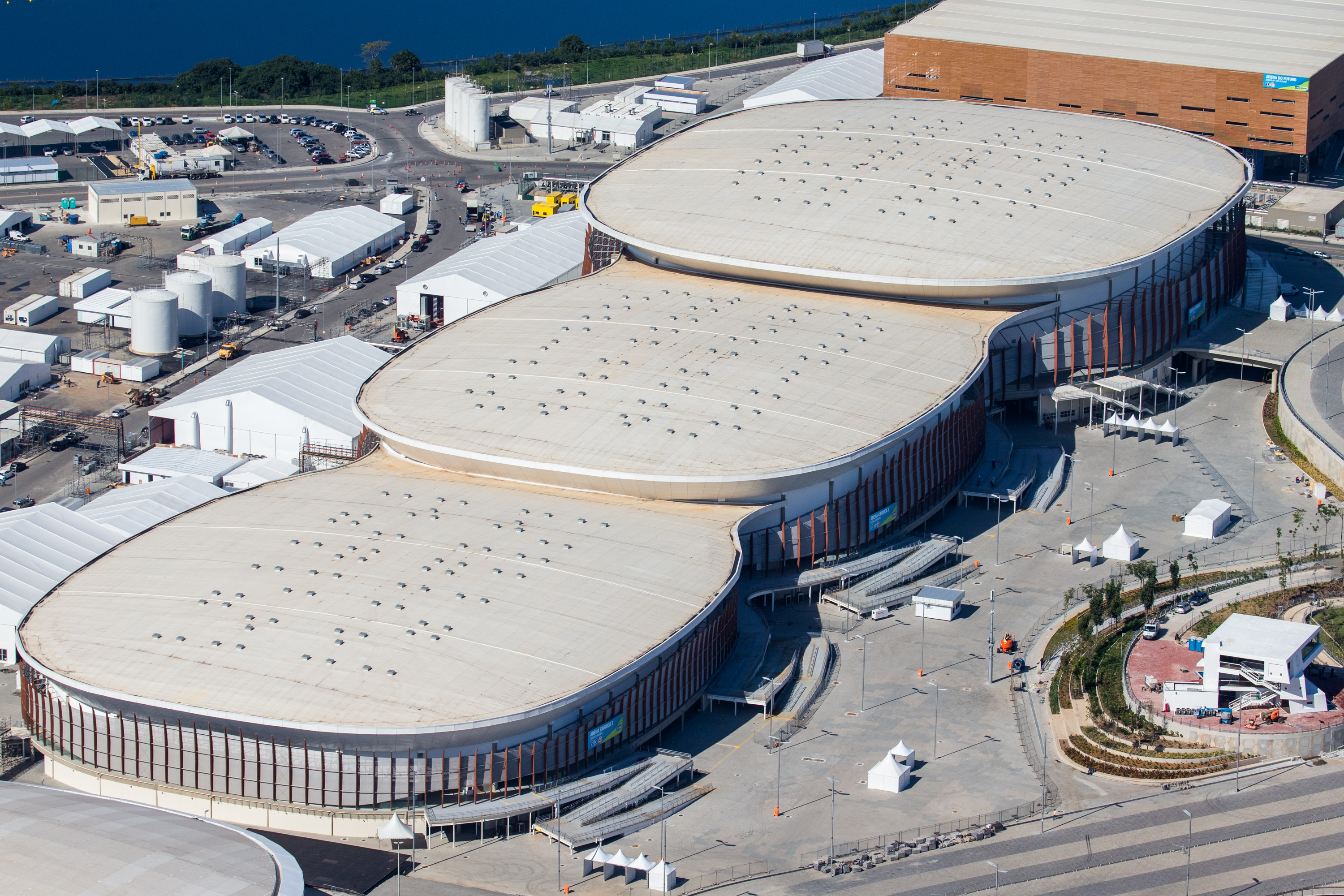
Arény Carioca 1, 2 a 3
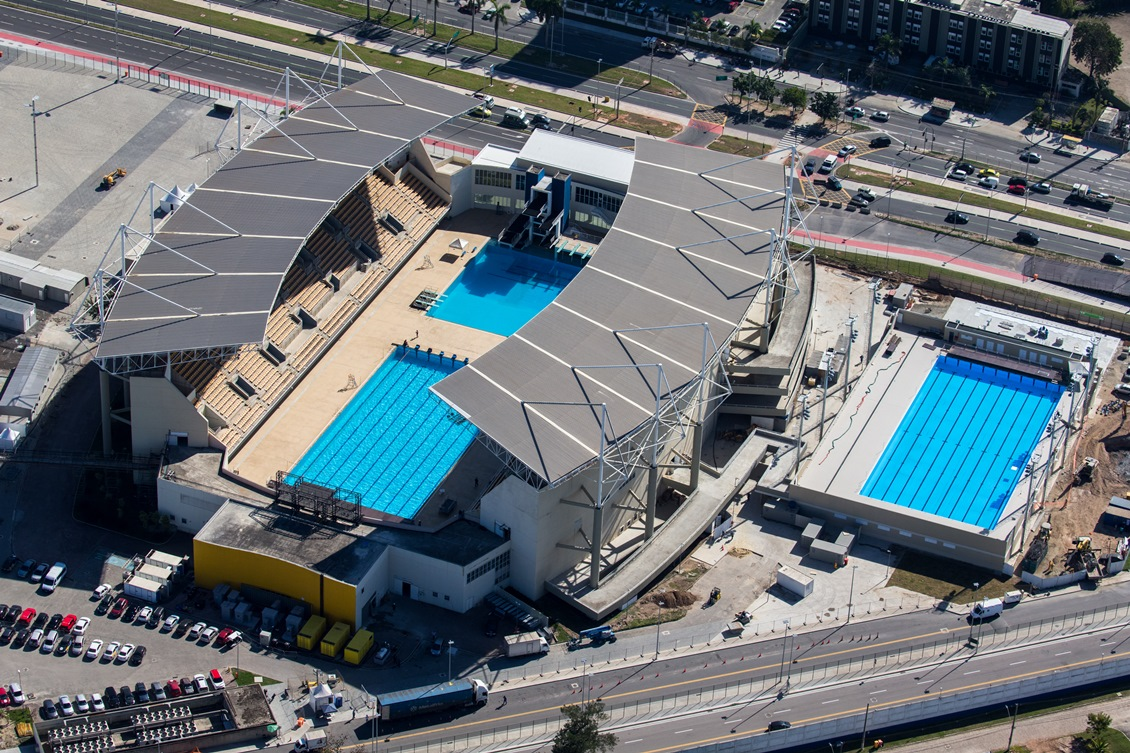
Parque Aquático Maria Lenk
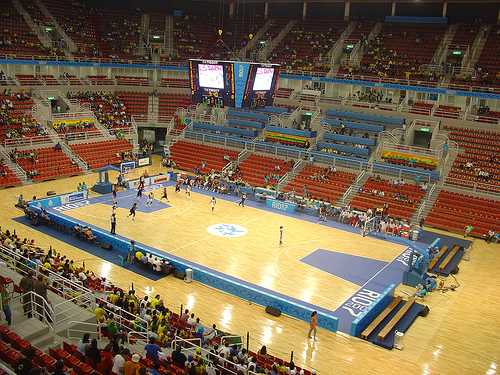
Olympijská aréna
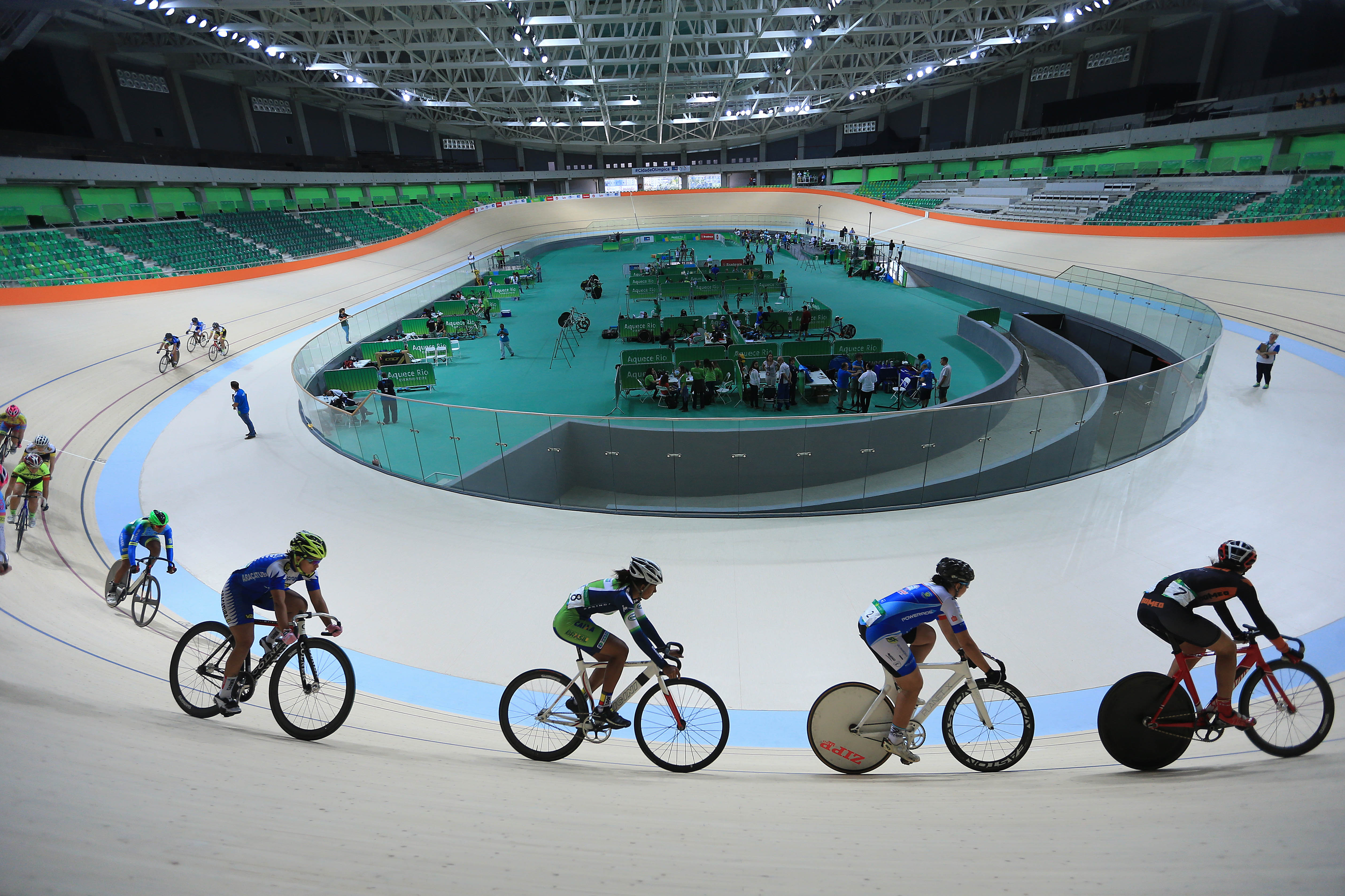
Olympijský velodrom
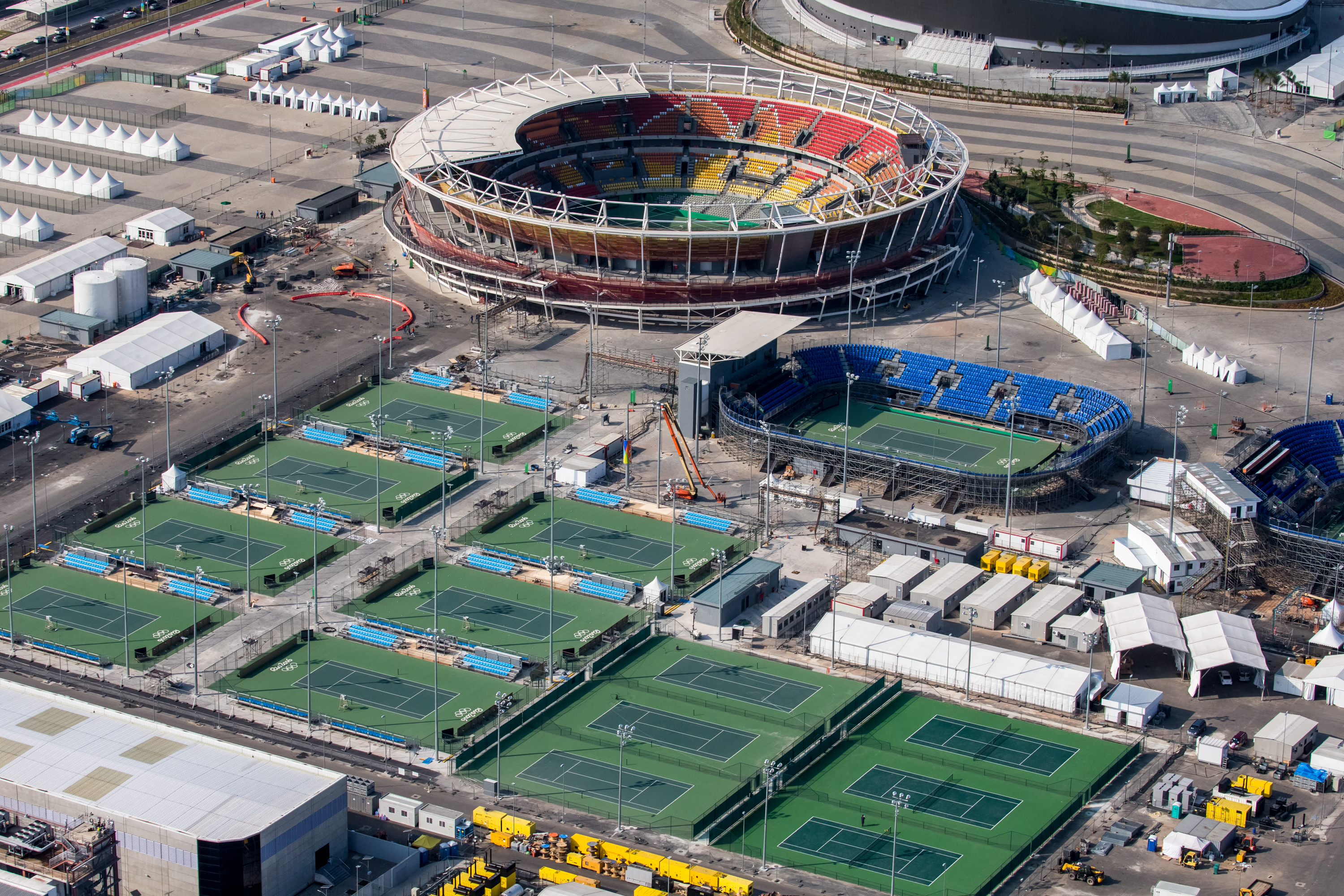
Olympijské tenisové centrum
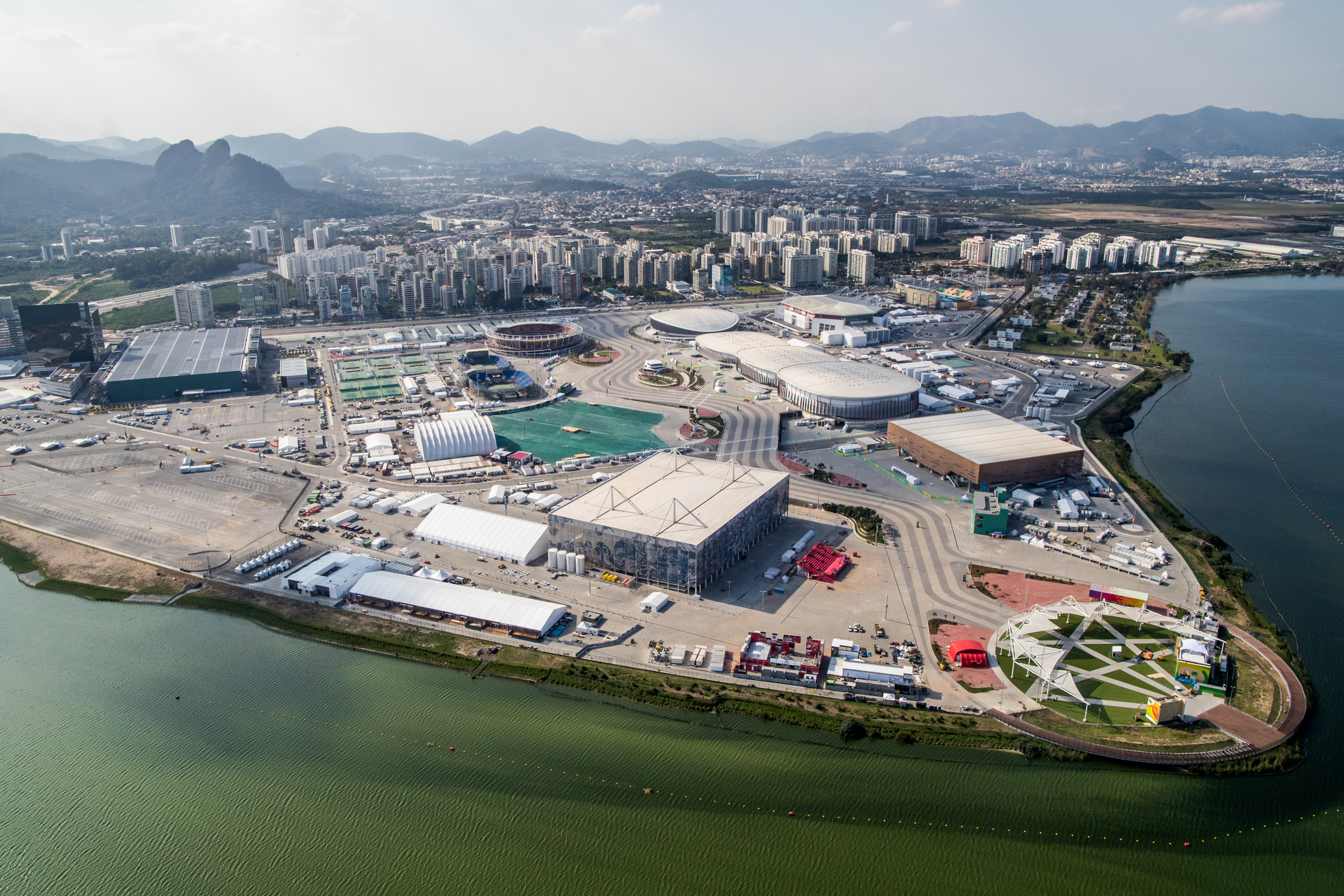
celkový pohled na Olympijský park Barra